# Dawid Kubiak
Dawid Kubiak (ur. 4 maja 1987) – polski jeździec specjalizujący się w skokach przez przeszkody, olimpijczyk z Paryża 2024. Mistrz Polski roku 2024. Wicemistrz Polski z roku 2023 i 2021. 

## Udział w zawodach międzynarodowych
| Impreza              | Rok  | Miejsce | Skoki przez przeszkody | Skoki przez przeszkody | Skoki przez przeszkody |
| Impreza              | Rok  | Miejsce | koń                    | indywidualnie          | drużynowo              |
| -------------------- | ---- | ------- | ---------------------- | ---------------------- | ---------------------- |
| Igrzyska olimpijskie | 2024 | Paryż   | Flash Blue B           | 53                     | 17                     |

## Życie prywatne
Pochodzi z rodziny o tradycjach jeździeckich. Jego ojciec Grzegorz Kubiak reprezentował Polskę na igrzyskach w Atenach w 2004. Jeźdźcami są również jego stryj Bogdan Kubiak oraz brat Michał Kubiak.